# 士師
士师（希伯來語：שופט），或称为民长，是古以色列遭遇危機時，由各部落挑選出一個人，作為軍事與政治領袖。這個職位非选举制也非世袭制，出現在以色列建立王朝制度之前，其記載主要來自《希伯來聖經》中的《士师记》。
在摩西和约书亚之后，以色列人再也没有出现强有力的领袖，因此以色列各部作为一个松散的联盟，在危机就会特设一名士师作为领袖。它是一种的职位，担任士师者被圣经描述为是被由耶和華选中来拯救以色列人的个人。士师平时掌管民事诉讼，战时统帅军队。最後一位撒母耳老年時，立了兩名兒子當士師，但他們不守撒母耳的道，以色列人就請求撒母耳為他們立一位王，士師時代結束。《士师记》中共计载了古代以色列12位士师，《撒母耳記上》記載了4位：

## 士師列表
| 士师名字     | 主要事迹                                                 | 做士师的年期 | 《旧约圣经》中的记载             |
| ------------ | -------------------------------------------------------- | ------------ | -------------------------------- |
| 俄陀聂       | 带领以色列人打败美索不达米亚人                           | 40年         | 《士师记》第三章7-11节           |
| 以笏         | 带领以色列人击败摩押人                                   | 80年         | 《士师记》第三章12-30节          |
| 珊迦         | 带领以色列人击败非利士人                                 | 不明         | 《士师记》第三章31节             |
| 底波拉       | 女性士師，带领以色列人击败迦南人                         | 40年         | 《士师记》第四章-第五章          |
| 基甸         | 带领以色列人击败米甸人                                   | 40年         | 《士师记》第六章-第九章          |
| 陀拉         | 拯救以色列，住在以法蓮山地                               | 23年         | 《士师记》第十章1-2节            |
| 睚珥         | 作以色列士師，擁有30個兒子，每人騎30匹驢                 | 22年         | 《士师记》第十章3-5节            |
| 耶弗他       | 带领以色列人击败亚扪人，並於戰勝後向上帝獻上女兒為燔祭。 | 6年          | 《士师记》第十章6节-第十二章7节  |
| 以比赞       | 作以色列士師，有30個兒子和30個女兒                       | 7年          | 《士师记》第十二章8-10节         |
| 以伦         | 作以色列士師，來自西布倫支派                             | 10年         | 《士师记》第十二章11-12节        |
| 押顿         | 作以色列士師，有40個兒子和30個孫子                       | 8年          | 《士师记》第十二章13-15节        |
| 参孙         | 带领以色列人击败非利士人                                 | 20年         | 《士师记》第十三章-第十六章      |
| 以利         | 同時亦是示罗的大祭司                                     | 40年         | 《撒母耳記上》第一章至第四章18節 |
| 撒母耳       | 膏立以色列首兩位王                                       | 不明         | 《撒母耳記上》第一章至第25章1節  |
| 约珥和亚比亚 | 撒母耳的两個兒子，但他們不守撒母耳的道                   | 不明         | 《撒母耳記上》第八章1-3節        |

另外，基甸之子亚比米勒在基甸死后发动叛乱，自立为王，统治以色列3年。有时也将亚比米勒作为以色列的一位士师。